# Fujiwara no Fusasaki
Fujiwara no Fusasaki (Japans: 藤原房前) (681 - 737) was een lid van de Japanse Fujiwara-clan en een hoge minister aan het keizerlijkhof. Hij was een zoon van Fujiwara no Fuhito (659-720).
In 734 stichtte Fusasaki samen met de priester Gyoki (668-749) de tempel van Sugimoto-dera te Kamakura. Een legende van de tempel stelt dat keizerin Komyo (701-760) tijdens de Naraperiode (710-794) aan Fusasaki, toentertijd een hoge minister, en de beroemde priest Gyoki (668-749), opdracht gaf de tempel te bouwen met daarin een standbeeld van de elfkoppige Kan'non, of Ekadasamukha in het Sanskriet, als de belangrijkste locatie voor de regionale religie. Priester Gyoki maakte het standbeeld zelf, daar hij tevens een groot beeldhouwer was.
Fusasaki zou getrouwd zijn geweest met een dochter van Fujiwara no Muchimaro. Zijn zoon Fujiwara no Uona was de patriarch (stichter of aartsvader) van de noordelijke tak van de Fujiwara.